# Cargiaca
Cargiaca település Franciaországban, Corse-du-Sud megyében. Lakosainak száma 62 fő (2022. január 1.). Cargiaca Loreto-di-Tallano, Sainte-Lucie-de-Tallano, Santa-Maria-Figaniella, Zérubia és Zoza községekkel határos.

## Népesség
A település népességének változása:
| Lakosok száma | 122  | 90   | 69   | 57   | 53   | 52   | 55   | 58   | 60   | 62   |
|               | 1968 | 1982 | 1990 | 2006 | 2013 | 2015 | 2017 | 2019 | 2020 | 2022 |